# Francesco Carafa
Francesco Carafa (mort à Naples le 30 juillet 1544) est un prélat catholique romain, archevêque de Naples (1530-1544),,,.

## Biographie
Le 24 janvier 1530, Francesco Carafa est nommé archevêque de Naples sous le pontificat du pape Clément VII. Il sert comme archevêque de Naples jusqu'à sa mort le 30 juillet 1544.